# Dreifürstenstein

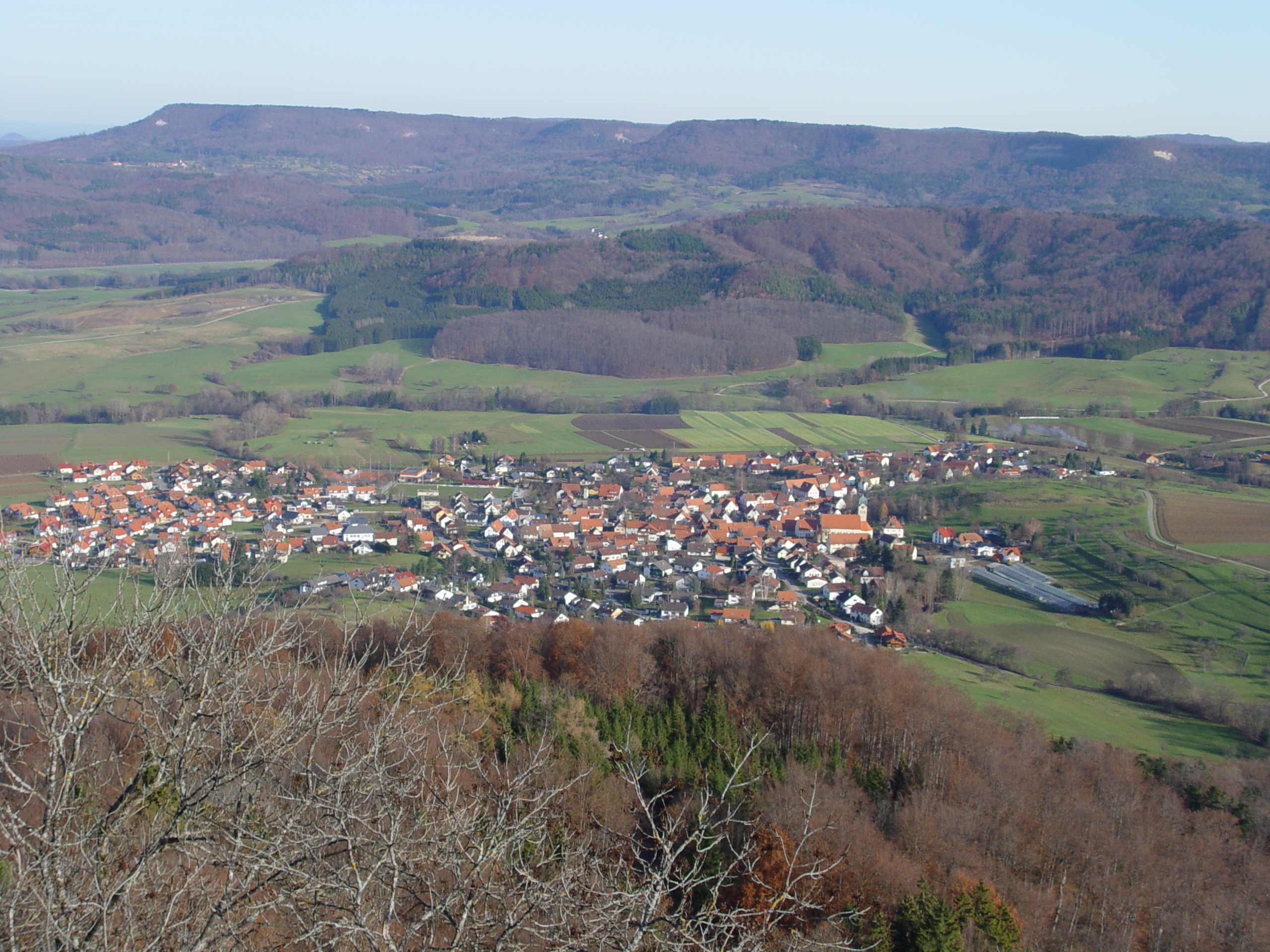
Am Horizont links der Dreifürstenstein von der Burg Hohenzollern aus gesehen (vorne der Hechinger Ortsteil Boll)

Als Dreifürstenstein wird ein markanter, 860,1 m ü. NHN hoher Bergvorsprung an der Nordwestseite der Schwäbischen Alb bezeichnet. Er fällt nach drei Seiten steil ab und war bis zum Jahr 1806 tatsächlich ein Dreiländereck: Der Grenzstein in dreieckiger Form am Albtrauf markierte die Grenze der fürstlichen Territorien von Fürstenberg, Hohenzollern und Württemberg.
Heute bildet der Vorsprung einen kommunalen Grenzpunkt: Zwei Landkreise (Tübingen und Zollernalbkreis) und drei Städte (Mössingen mit Stadtteil Belsen, Burladingen mit Stadtteil Salmendingen und Hechingen mit Stadtteil Beuren) grenzen hier aneinander.
Vom Dreifürstenstein hat man eine gute Aussicht von Jungingen im Tal der Starzel (das „Killertal“) im Süden bis nach Mössingen im Steinlachtal im Norden. Im Umfeld des Grenzsteines gibt es eine Blockhütte (im Jahr 1926 errichtet), eine Orientierungstafel (im Jahr 1978 aufgestellt), eine Grillstelle mit Sitzbänken (1977 errichtet) und eine Informationstafel (2005 aufgestellt). Bereits im Jahr 1892 wurde eine Schutzhütte errichtet, die jedoch im Ersten Weltkrieg zerstört wurde. Die Anlagen, die 2005 saniert wurden, werden vom Schwäbischen Albverein betreut. 
Das Ausflugsziel ist nur zu Fuß erreichbar. In unmittelbarer Nähe liegen der Kornbühl mit der Salmendinger Kapelle und das Bergrutschgebiet am Hirschkopf.
Der Dreifürstenstein ist die höchste Erhebung des Landkreises Tübingen. Nach ihm benannt ist die Dreifürstensteinschule in Mössingen.

## Die Sage vom Dreifürstenstein
Bekannt geworden ist der Dreifürstenstein durch eine romantische Sage:
Die drei Fürsten von Fürstenberg, Hohenzollern und Württemberg trafen sich einmal am Dreifürstenstein, um zu beraten. Dabei war über dem Grenzstein ein runder Tisch angebracht. Jeder der drei Fürsten, die am Tisch saßen, verblieb somit auf seinem Territorium. Dieser Tisch soll aus Sandstein gefertigt gewesen sein und wird in einer Beurener Ortschronik aus dem Jahr 1867 erwähnt.
Bei besonderen Anlässen auf dem Dreifürstenstein, wie zum Beispiel bei Festen des Schwäbischen Albvereins, wird das Treffen der Fürsten oft nachgespielt.
Wahrscheinlich ist die Sage erst um 1850 entstanden. Um diese Zeit erst taucht der Begriff Dreifürstenstein auf. Bis ins 18. Jahrhundert war der Name Scharfes Eck für den Ort gebräuchlich. Auch Gustav Schwab erwähnt in seinem Albführer Die Neckarseite der Schwäbischen Alb von 1823, in dem er die Alb und dazugehörige Sagen beschreibt, weder den Dreifürstenstein noch die dazugehörige Geschichte. Vermutlich ist die Sage Mitte des 19. Jahrhunderts im Zuge der Rückbesinnung und der Begeisterung für das Mittelalter entstanden.
Zu diesem Zeitpunkt bestand die Dreiländergrenze bereits nicht mehr. Als Folge der Neuordnung der Territorien im Südwesten Deutschlands durch Kaiser Napoleon I. wurde das fürstenbergische Gebiet am Dreifürstenstein im Jahre 1806 dem Fürsten von Hohenzollern-Sigmaringen zugeschlagen.